# كلوي بولو
كلوي بولو (بالفرنسية: Chloé Bulleux)‏ مواليد 18 نوفمبر 1991 في آنسي، هي لاعبة كرة يد فرنسية تلعب كجناح أيمن. مثلت منتخب فرنسا لكرة اليد للسيدات. شاركت في دورة الألعاب الأولمبية الصيفية سنة 2016.

## سجل المنافسة
شاركت في البطولات التالية:
- الألعاب الأولمبية الصيفية 2016
- بطولة العالم لكرة اليد للسيدات 2015

## الميداليات
| الميدالية | المسابقة                       |
| --------- | ------------------------------ |
| فضية      | الألعاب الأولمبية الصيفية 2016 |

## روابط خارجية
- كلوي بولو على موقع الاتحاد الأوروبي لكرة اليد (الإنجليزية)
- كلوي بولو على موقع اللجنة الأولمبية الدولية (الإنجليزية)
- كلوي بولو على موقع أوليمبيديا (الإنجليزية)
- كلوي بولو على موقع اللجنة الأولمبية الفرنسية (مؤرشف) (الفرنسية)